# François de Fossa
Pour les articles homonymes, voir François de Fossa (homonymie).
François de Fossa, né François de Paule Jacques Raymond de Fossa le 31 août 1775 à Perpignan (Roussillon) et mort le 3 juin 1849 à Paris, est un militaire et un compositeur français. Il était fils du juriste François de Fossa.

## Biographie
Fils d'un juriste perpignanais de petite noblesse, naît au 9, rue du Figuier à Perpignan le 31 août 1775. Il part en 1793, à l'âge de 17, ans pour l’Espagne, investi dans une mission volontaire, la « Légion des Pyrénées ». François de Fossa séjourne ainsi au Mexique, alors espagnol, de 1798 à 1803, avec un séjour à Acapulco en 1800. Puis il regagne, en Espagne, un poste de chef de bureau au ministère des Indes. Emprisonné à  Grenade lors de l’invasion de l'Espagne par Napoléon Ier, il est libéré par les armées espagnoles et reprend son travail au Ministère des Indes. Il part ensuite pour la France en 1814 lors du repli de l’armée française vaincue par les troupes britanniques.
François de Fossa est nommé chef de bataillon (commandant) à Molins de Rei, tout près de Barcelone, en 1824, lors de la campagne du Duc d’Angoulême. Il est décoré par les monarchies espagnole et française, celle de Louis XVIII et Ferdinand VII. La France lui remet les insignes d’officier de la Légion d’honneur, avant qu'il ne participe en 1830 à la prise d’Alger. Enfin, il quitte l’armée en 1844, s’installe à Paris, où il meurt en 1849. Il est enterré dans le cimetière du Montparnasse à Paris.

### Compositeur
Son approche de l’écriture musicale débute à Cadix, puis à Madrid, vers 1808. C’est sous la Restauration française, puis sur la période 1824-1844, en France et en Allemagne qu’il produit et édite sa création. Il a compose œuvres virtuosistiques pour guitare seule, harpolyre et musique de chambre (duo de guitares, guitare et piano, trio avec violon et basse, quatuor avec violon, violoncelle, une deuxième guitare ou un alto).

### Réviseur
Il traduit en français la deuxième édition espagnole de la méthode pour guitare Escuela d’Aguado de Dionisio Aguado (publiée à Paris en 1826).

### Les quintettes avec guitare de Boccherini
voir Quintettes avec guitare de Luigi Boccherini
C'est grâce à lui notamment que nous sont parvenus 7 copies des transcriptions ou des arrangements de quintettes G. 445–451 et G. 453 avec guitare de Luigi Boccherini.

## Distinctions
François de Fossa a reçu les distinctions suivantes :
- Officier de la Légion d'honneur
- Ordre royal et militaire de Saint-Louis
- Ordre de Saint-Ferdinand

### Redécouverte
C'est à la fin des années 1970 que le guitariste, musicologue, collectionneur et éditeur Matanya Ophee a tiré de l'ombre par ses recherches l’œuvre de François de Fossa. Actuellement, les compositions solos,duo,trios et pour quatuors de de Fossa sont joueés et enregistrées dans tout le monde. L’œuvre de Fossa, aujourd’hui dispersée, est en cours de reconstitution.
Une année en son hommage, à l'initiative de l'association Amitiés internationales André Malraux (AIAM), est déclarée ouverte le 31 août 2014 à Perpignan, sa ville de naissance, et se poursuit tout au long de l'année 2015. Depuis 2016, à l'initiative de Pierre Coureux, président des AIAM, une association a vu le jour : « Les Amis de François de Fossa », basée à Perpignan, avec pour objectif de perpétuer sa mémoire.

## Œuvres

### Guitare seule
- Op.1 - La Tyrolienne Variée
- Op.5 - Première fantaisie
- Op.6 - Douze divertissements
- Op.8 - Cinq contre canses extraites des Opéras de Rossini et deux valses favorites
- Op.9 - Thème varié, suivi de huit valses choisies de Mozart
- Op.10 - Troisième fantaisie sur un thème de Beethoven
- Op.11 - Quatrième fantaisie les adieux à l'Espagne
- Op.12 - Cinquième fantaisie sur l'air des Folies d'Espagne
- Op.13 - Quatre divertissements extraits des oeuvres de Haydn
- Op.15 - Douze divertissements

Œuvre sans numéro d'opus :
- WoO Boieldieu : Ouverture de l’opéra Le Calife de Bagdad
- WoO Recuerdo de su siempre Afmo Amigo Aguado

### Harpolyreseule
- Op.21 - Six divertissements

### Deux guitares
- Op.2 Haydn - Grands duos :
  - duo I (Op. 2.1 - Hob. III:7)
  - duo II (Op. 2.2 - Hob. III:8)
  - duo III (Op. 2.3 - Hob. III:9; Hob. III:31)
  - duo IV (Op. 2.4 - Hob III:10)
  - duo V (Op. 2.5 - Hob III:11)
  - duo VI (Op. 2.6 - Hob III:12)
- Op.9 Haydn - Grands duos :
  - duo VII (Op. 9.5 - Hob III:23)
- Op.14 Haydn - Grands duos
  - duo VIII (Op. 14.1 - Hob XVI:27)
- Op.17 - Six concertante duos de Enrique Ataide y Portugal pour deux guitares

Œuvre sans numéro d'opus
- WoO Berton - Ouverture de l’opéra Montano et Stéphanie
- WoO Dalayrac - Ouverture de l’opéra Renaud d'Ast
- WoO Haydn - Grands duos: Duo IX (Hob III:A1)
- WoO Méhul - Ouverture de l’opéra Jeune Henri
- WoO Piccinni - Ouverture de l’opéra Didon
- WoO Sacchini - Ouverture de l’opéra Œdipe à Colone
- WoO Spontini - Ouverture de l’opéra Fernando Cortez

### Guitare et piano
- Op.14 - Ouverture de l'opéra Elisabetta de Rossini
- Op.16 - Duo concertant ouverture pour l'opéra du Barbier de Seville par Carnicer

### Guitare, violon et basse
- Op.18 n1 /n2 /n3 - Trois trios

### Guitare, alto, violon et violoncelle
- Op.19 n1 /n2 /n3 - Trois quatuors

### Deux guitares, violon et violoncelle
- Op.19 n1 /n2 /n3 - Trois quatuors

### Œuvres pédagogiques
- WoO Aguado: Méthode complète traduite en français (deux éditions)

### Œuvres perdues
- Op. 2 ?
- Op. 3 ?
- Op. 4 ?
- Op. 7 ?
- Op. 20 ?
- Duo(s) ? voir dans la deuxième édition espagnole de la méthode pour guitare Escuela d’Aguado (trad. en fr. De Fossa, Paris,1826) l'exemple à p. 108 dit : '2.Duo pour 2 guitares par M. de Fossa Var 3e '.

### Œuvres dédiées à François de Fossa
- Aguado Op.2 - trois rondo brillants
- Carulli   Op.84 - trois menuets et trois valses

## Partitions en ligne
- IMSLP : Fossa, François de
- BNF Gallica :
- (en) François de Fossa : biographie et partitions gratuites du domaine public pour guitare classique
- [Boccherini Luigi] : Library of Congress Washington, D.C. six Quintettes, guitare, violons, alto, violoncelle G. 445-450

## Partitions en éditions modernes
- Editions Chanterelle :
- Editions Orphee :  et
- Editions Tecla :

## Discographie
- Kjeldsberg Runar - François De Fossa Solo Works for Guitar (3 discs), label : Ein mangfaldig kar
- Savijoki, Stenstadvold - Haydn (arr. de Fossa) : Complete 9 String Quartets arranged for two guitare (2 discs) Label : Apex
- Wynberg, Martin, Epperson - Guitar Trios, Op. 18 (1 disc) label : Naxos
- Micheli, Mela, Rabaglia, Bronzin - Trois quatuors op.19 (1 disc) label : Stradivarius

### Romans
- Nicole Yrle, François de Fossa : L'exil d'un virtuose, première époque, Perpignan, Cap Béar éditions, 2015, 304 p. (ISBN 978-2-35066-145-2)
- Nicole Yrle, François de Fossa : Variations en clair-obscur, seconde époque, Perpignan, Cap Béar éditions, 2016, 396 p. (ISBN 978-2-35066-154-4)
- Henri Descazaux, La vie aventureuse de François de Fossa (1775-1849) "Le Haydn de la guitare", Les Editions du Net, 2018